# Paradasyhelea ingrami
Paradasyhelea ingrami är en tvåvingeart som beskrevs av Gustavo R. Spinelli och Eileen D. Grogan 2003. Paradasyhelea ingrami ingår i släktet Paradasyhelea och familjen svidknott. Inga underarter finns listade i Catalogue of Life.